# أمينوبنسلين

البنية العامة للبنسلينات الأمينية

أمبسلين

الأمينوبنسلينات Aminopenicillins من المضادات الحيوية التي تؤثر على الجدار الخلوي للخلية الجرثومية حيث تقوم هذه الصادات بحرمان الخلية الجرثومية من حمض الغلوتاميك اللازم لبناء الجدار الخلوي مما يؤدي إلى ظهور فجوات في الجدار الخلوي للخلية الجرثومية مما يتسبب بتحلل الخلية الجرثومية.

## مقدمة
المضادات الحيوية : تعرف المضادات الحيوية بأنها مواد كيميائية يفرزها كائن حي ينتمي إلى جنس الفطريات لها القدرة على منع نمو الجراثيم أو الفتك بها بمحاليل مخففة جدا لا تؤثر على أنسجة الجسم وخلاياه، ويلحق بها بعض المواد التي تشابهها في المفعول ومن مصدر صنعي كمركبات السلفا، والتي تسمى بالصادات الكيميائية.
يتميز المضاد الحيوي المثالي بأنه قوي وانتقائي في مفعوله، وغير سام للجسم, ولا يوجد له مقاومة جرثومية، ثابت وغير قابل للتلف، وطرحه من الجسم بشكل متوسط ليحافظ على مستوى مرتفع منه في الدم.
وتتميز البنسلينات الأمينية بمجموعة الأمينية موجبة الشحنة التي تعزز الاستيعاب من خلال قنوات PORIN البكتيرية.

## المركبات
1. أموكسيسيلين
2. أمبيسلين
3. بيفامبيسيلين
4. هيتاسيلين
5. باكامبيسيلين
6. ميتامبيسيلين
7. تالامبيسيلين
8. إيبيسيلين[3][4]